# Hemistoma flexicolumella
Hemistoma flexicolumella é uma espécie de gastrópode  da família Hydrobiidae.
É endémica da Austrália.